# Вильнёв-Толозан
Вильнёв-Толоза́н (фр. Villeneuve-Tolosane, окс. Vilanava Tolosana) — коммуна во Франции, находится в регионе Юг — Пиренеи. Департамент — Верхняя Гаронна. Входит в состав кантона Турнефёй. Округ коммуны — Тулуза.
Код INSEE коммуны — 31588.

## География

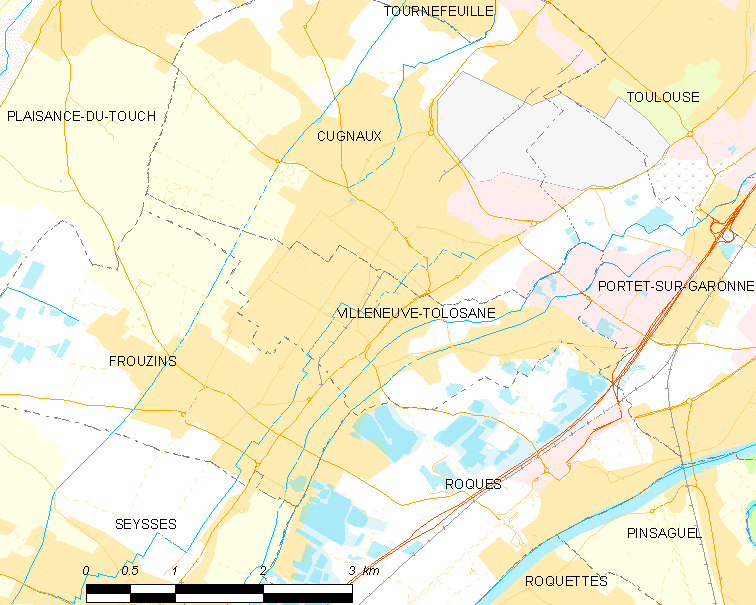
Карта коммуны

Коммуна расположена приблизительно в 600 км к югу от Парижа, в 13 км к юго-западу от Тулузы.

## Климат
Климат умеренно-океанический. Зима мягкая и снежная, весна характеризуется сильными дождями и грозами, лето сухое и жаркое, осень солнечная. Преобладают сильные юго-восточные и северо-западные ветры.

## Население
Население коммуны на 2010 год составляло 8637 человек.
| 1962 | 1968 | 1975 | 1982 | 1990 | 1999 | 2010 |
| ---- | ---- | ---- | ---- | ---- | ---- | ---- |
| 976  | 2486 | 5159 | 6438 | 7559 | 8254 | 8637 |

## Администрация
| Период | Период | Фамилия            | Партия                  | Примечания |
| ------ | ------ | ------------------ | ----------------------- | ---------- |
| 1944   | 1959   | Жан-Мари Буффартиг |                         |            |
| 1959   | 1966   | Фернан Бекан       |                         |            |
| 1966   | 1972   | Жан Галей          |                         |            |
| 1972   | 2001   | Андре Пассамар     |                         |            |
| 2001   | 2020   | Доминик Кокар      | Социалистическая партия |            |

## Экономика
В 2010 году среди 5531 человека трудоспособного возраста (15—64 лет) 4045 были экономически активными, 1486 — неактивными (показатель активности — 73,1 %, в 1999 году было 69,1 %). Из 4045 активных жителей работали 3781 человек (1948 мужчин и 1833 женщины), безработных было 264 (118 мужчин и 146 женщин). Среди 1486 неактивных 517 человек были учениками или студентами, 547 — пенсионерами, 422 были неактивными по другим причинам.